# Залкинд, Иван Абрамович
Иван Абрамович Залкинд, также известный как Иван Артамонов (1 мая 1885, Санкт-Петербург — 1928) — советский дипломат еврейского происхождения.
По образованию Иван — биолог, получивший докторскую степень в Сорбонне в Париже. Залкинд принимал участие в Октябрьской революции как соратник Льва Троцкого. Когда в 1917 году Троцкий стал наркомом иностранных дел (де-факто: министром иностранных дел СССР), он назначил Залкинда своим первым заместителем (де-факто: постоянным заместителем государственного секретаря или заместителем министра иностранных дел). Когда Троцкий ушёл с поста министра иностранных дел (из-за Брестского мира), Залкинд был отправлен в качестве полномочного представителя и консула в Швейцарию (Цюрих, 1918), Турцию (Стамбул, 1922), Латвию (Лиепая, 1923) и Италию (Генуя, 1924 и Милан, 1925). Вернувшись в Советский Союз, после падения Троцкого он был исключён из Коммунистической партии и застрелился.